# 베니토 플로로
베니토 플로로 산스(스페인어: Benito Floro Sanz, 1952년 6월 2일, 아스투리아스 지방 히혼 ~)는 스페인의 축구 감독이다.

## 축구 경력
플로로는 아스투리아스 지방 히혼 출신이다. 그는 프로 무대에서 알바세테(알바세테를 2번 감독했는데, 1기에는 세군다 디비시온 B에 속해 있던 1989년에 지휘봉을 잡아 2년 후인 1990-91 시즌에 사상 첫 구단의 라 리가 승격을 이루어냈다), 레알 마드리드(1년차에 코파 델 레이 우승을 거두었다), 스포르팅 히혼, 비셀 고베, 몬테레이, 비야레알(그는 3부 리그 시절에 발렌시아 지방 연고 구단의 지휘봉을 잡았다), 마요르카(2004년 여름에 발레아레스 제도 연고 구단 취임 몇 달 만에 떠났다), 그리고 바르셀로나 과야킬의 감독을 맡았다.
2005년을 기점으로, 플로로는 전에 지휘봉을 잡았던 레알 마드리드의 단장을 맡았다가, 텔레싱코의 스포츠 방송 진행자가 되었다. 2013년 7월 5일, 캐나다 축구 협회는 플로로를 캐나다 국가대표팀의 감독으로 임명하면서 8월 1일부터 대행 감독이었던 콜린 밀러의 직위를 인수하였다.
2016년 9월 14일, 플로로는 2018년 FIFA 월드컵의 예선전을 통과하지 못하면서 계약을 갱신하지 않았다.

## 사생활
플로로의 아들 안토니오도 축구 감독이다. 그도 캐나다에서 근무하였다.

## 수상

### 감독
레알 마드리드
- 코파 델 레이: 1992–93
- 수페르코파 데 에스파냐: 1993

비야레알
- UEFA 인터토토컵: 2003